# Ельгядик
Ельгяди́к — гірська вершина у східній частині Великого Кавказу. Знаходиться на півночі Азербайджану.